# Picco Radnevo
Il Picco Radnevo (in bulgaro връх Раднево, vrah Radnevo), è una cima ghiacciata delle Alture di Vidin sulla Penisola Varna.
Il picco prende il nome dalla città di Radnevo, Bulgaria, similmente a quanto avvenuto in altri casi a seguito della spedizione Tangra 2004/05.

## Posizione
Il picco si trova a circa 1,8 km a sud-ovest del Picco Mizia, 2,42 km a ovest del Picco Samuel e 6,61 km a nord-est del Picco Melnik.